# Special Quartet
Special Quartet ist ein Jazz-Album von David Murray, aufgenommen 26. März 1990, veröffentlicht im Jahr 1991 beim japanischen Jazzlabel DIW, einem Sublabel von Columbia Records.

## Das Album
Abweichend von seinem damaligen Quartett mit Dave Burrell, Fred Hopkins und Ralph Peterson, mit dem Murray die Alben Lovers, Tenors, Ballads und Spirituals im Januar 1988 aufnahm, wählte er für seine ersten Aufnahmen am Beginn der 1990er Jahre bewusst die beiden (verfügbaren) Mitglieder des legendären John Coltrane Quartetts der 1960er Jahre, den Pianisten McCoy Tyner und den Schlagzeuger Elvin Jones, ergänzt durch seinen langjährigen Partner, den Bassisten Fred Hopkins. David Murray hatte mit Tyner bereits zwei Jahre zuvor auf dem Album "Blues for Coltrane" (MCA) zusammengearbeitet, begleitet von Cecil McBee und Roy Haynes, auf dem sie sich schon mit Coltranes Werk auseinandersetzten (etwa mit dem Titel I Want to Talk About You, der schon 1986 Titelstück auf einem Black-Saint-Album des Saxophonisten mit John Hicks war). Der Erfolg des ersten Tyner/Murray Kooperation mündete 1990 in die Produktion des Albums "Special Quartet"; Murray ging es hier vorrangig darum, "im Geiste Coltranes" zu spielen.
Das Album beginnt mit einer Interpretation des Coltrane-Klassikers von 1959, Cousin Mary, das dieser 1960 auf dem Atlantic-Album Giant Steps veröffentlicht hatte. Es folgt eine der bekanntesten Murray-Kompositionen, Hope-Scope, die zum Repertoire seiner Bands der 1980er Jahre gehörte. Die nachfolgende Ballade La Tina Lee schrieb sein langjähriger Mitarbeiter und Freund Lawrence "Butch" Morris für ihn. Dexter's Dues ist Murrays Reverenz an einen weiteren großen Tenorsaxophonisten, Dexter Gordon; ursprünglich "Blues #1" betitelt, änderte Murray den Namen des Stücks nach Dexter Gordons Tod, der nach seiner Ansicht zu Coltranes großen Einflüssen zählte. Den Titel spielt das "Special Quartet" im Stil der klassischen Blue Note Aufnahmen Gordons um 1964. Die anschließende Ellington-Ballade In a Sentimental Mood versteht Murray als Verbeugung vor den klassischen Saxophonisten des Duke Ellington Orchesters, Ben Webster und Paul Gonsalves, bewusst im Stil der 1930er und 1940er Jahre gehalten; Tyner bewegt sich stilistisch in diesem Titel zwischen Ragtime und James P. Johnson, Tin Pan Alley und den Gershwins. Der letzte Titel des Albums, 3-D Family, ein elliptisch angelegter schneller Waltz war ursprünglich eine Komposition für Murrays Oktett, veröffentlicht auf dessen Album Home (1981). Es hat starke Bezüge zur Musik der Zulu.

## Rezeption
Richard Cook und Brian Morton verliehen dem Album in ihrem Penguin Guide to Jazz on CD die Höchstnote von vier Sternen.

## Titelliste
1. Cousin Mary (David Murray) – 7:30
2. Hope-Scope (David Murray) – 13:46
3. La Tina Lee (Lawrence Butch Morris) – 6:52
4. Dexter's Dues (David Murray) – 6:31
5. In a Sentimental Mood (Ellington/Kurtz/I. Mills) – 10:21
6. 3D Family (David Murray) – 9:28